# Cyrtophora cordiformis
Cyrtophora cordiformis là một loài nhện trong họ Araneidae.
Loài này thuộc chi Cyrtophora. Cyrtophora cordiformis được Ludwig Carl Christian Koch miêu tả năm 1871.